# Bourchier’s Castle
Bourchier’s Castle ist die Ruine eines Tower House an der Nordostseite des Lough Gur im irischen County Limerick.
Die Burg wurde nach Sir George Bourchier (ca. 1535–1605), dem Sohn von John Bourchier, 2. Earl of Bath, der sich in Irland niederließ, benannt. sie liegt an der Basis der Halbinsel, die von Osten in den Lough Gur hineinragt, am Eingang zum dortigen Parkplatz. Die Ruine ist nicht öffentlich zugänglich.